# Norilsk

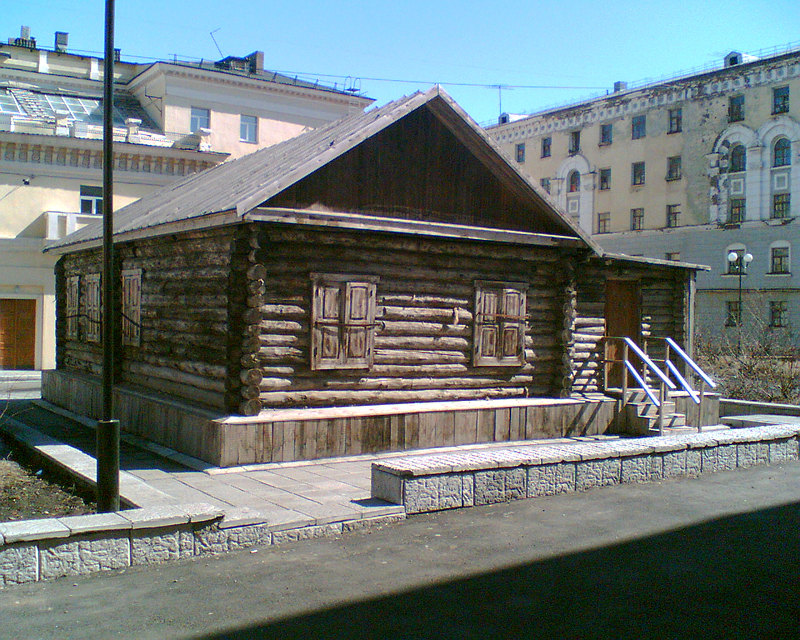
A primeira casa de Norilsk, construída em 1921.

Norilsk (134 832 habitantes, 69° 21′ N, 88° 12′ L) é uma cidade russa situada no Distrito autônomo de Taymyria, mas independente administrativamente deste. A cidade foi fundada em 1935 como um gulag. Pertence ao Krai de Krasnoiarsk.
Situa-se a cerca de 240 km ao norte do Círculo Polar Ártico, sendo, entre todas as localidades a norte do Círculo, a segunda em número de habitantes (apenas ultrapassada por Murmansk). É também a cidade de mais de 100 000 habitantes situada mais a norte.
Deve o seu crescimento às minas de níquel, das maiores e mais importantes do mundo, e é um centro metalúrgico. É ligada por um caminho de ferro de 80 km ao porto oceânico de Doudinka, junto do rio Ienissei.
Em Norilsk extrai-se cerca de 75% de toda a produção mundial de paládio.

## Clima
Norilsk tem um clima extremamente agreste. A temperatura média anual é de −10 °C, e temperaturas de −60 °C já foram registradas. A cidade tem neve 250–270 dias do ano, e tempestades de neve em 110 a 130 desses dias. A noite polar dura de Dezembro a meados de Janeiro, cerca de seis semanas de total escuridão. Por isso, as escolas obrigam as crianças a submeter-se a uma dose diária de fototerapia, com raios ultravioleta, para fortalecer os seus organismos e facilitar a assimilação de vitamina D.

### Problemas de poluição
O minério de níquel é fundido em Norilsk. Isto causa gravíssimos problemas de poluição, como chuva ácida. Segundo algumas estimativas, 1% de todas as emissões mundiais de dióxido de enxofre provêm de Norilsk. A poluição metálica nas proximidades é tão elevada que já é economicamente viável minerar o próprio solo, de tão poluído que se encontra com platina e paládio. Hoje a cidade está entre as dez mais poluídas do mundo.
Em 29 de maio de 2020, um reservatório de combustível, de propriedade da subsidiária Nornickel, NTEK, desabou, inundando o rio Ambarnaya nas proximidades com 20 000 toneladas de diesel. Vladimir Putin, o presidente russo declarou estado de emergência.